# Bitwa pod Leszniowem

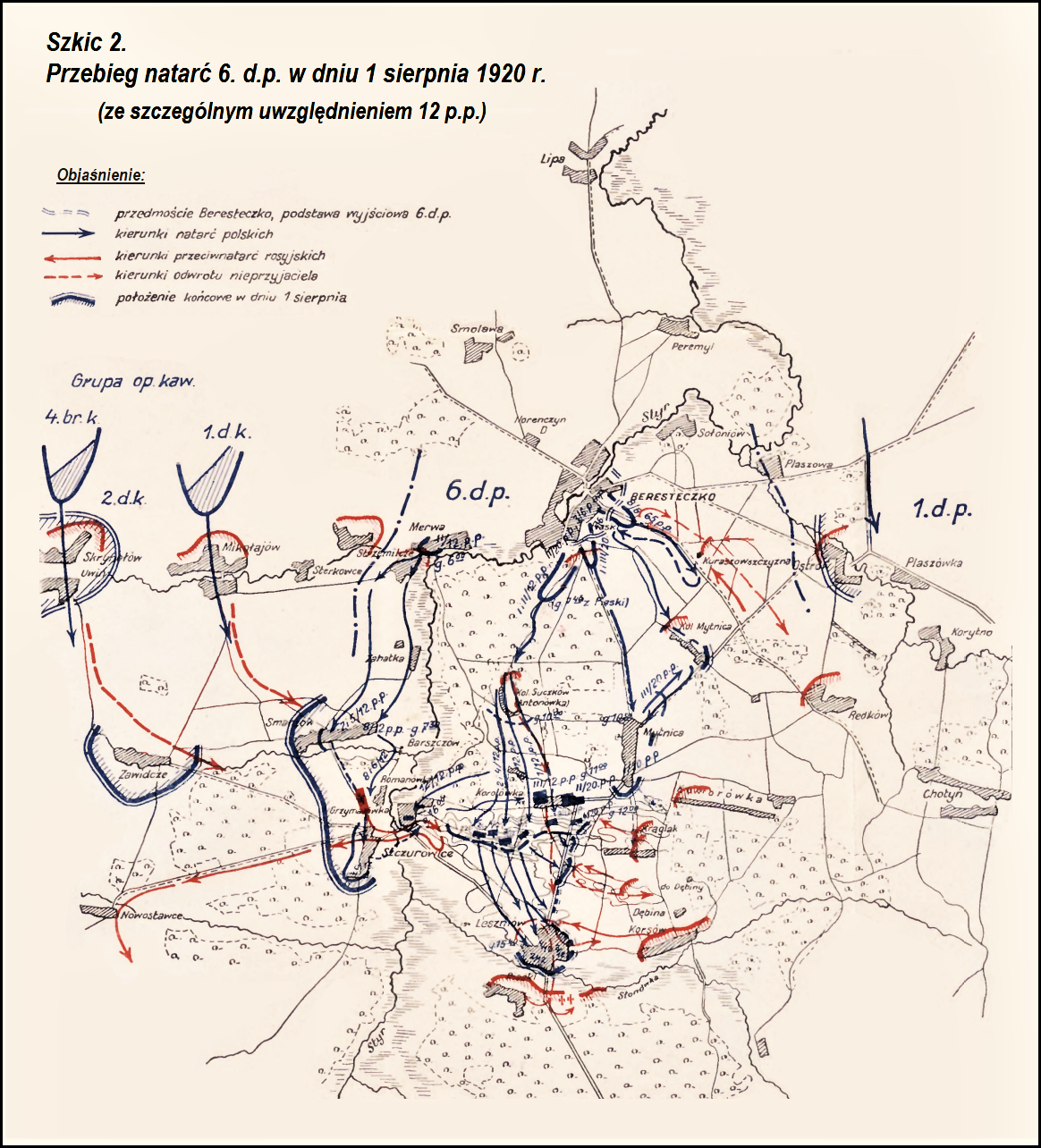
Władysław Steblik
Bój 12. P.P. pod Leszniowem i Brodami

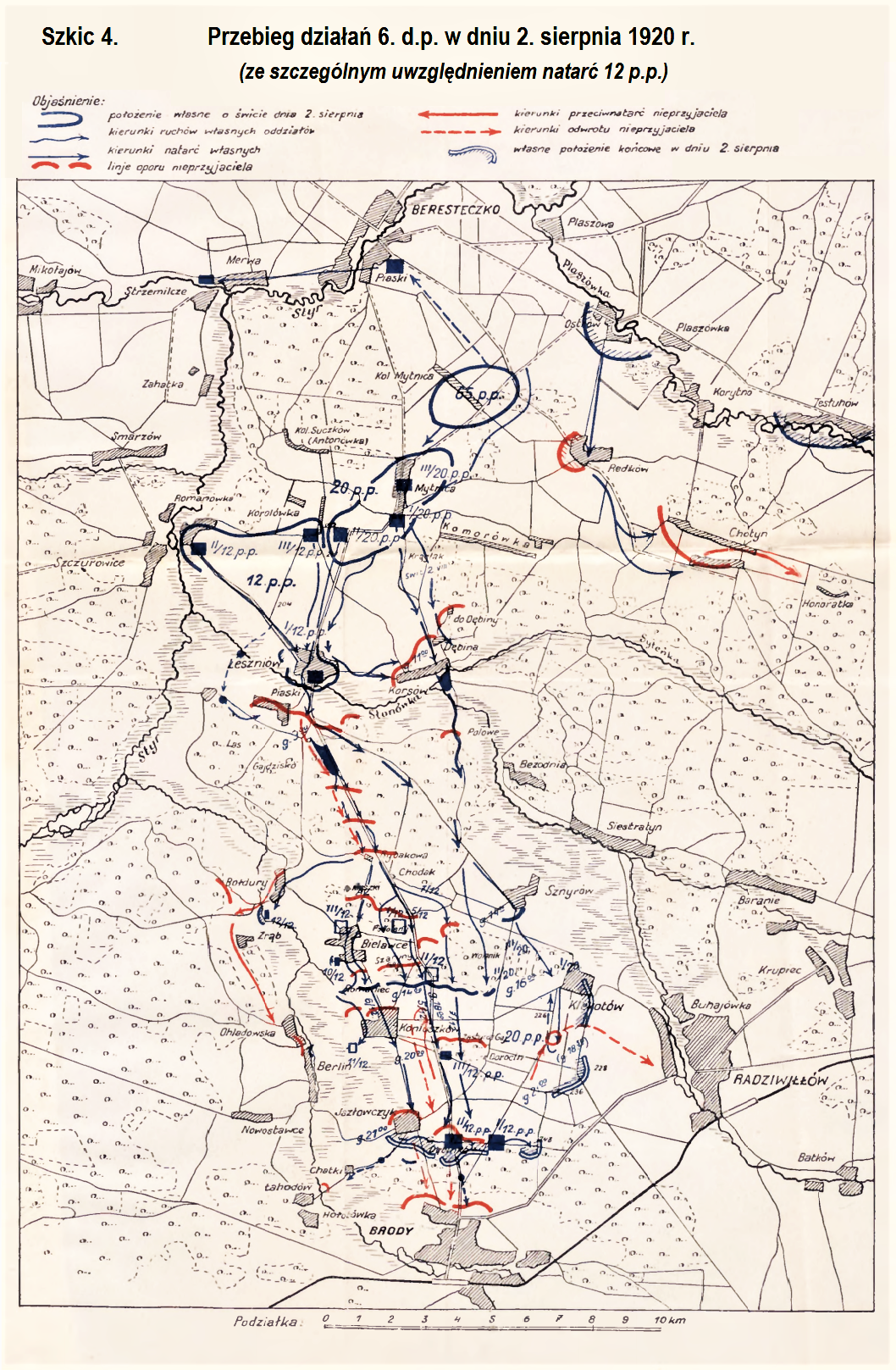
Władysław Steblik
Bój 12. P.P. pod Leszniowem i Brodami

Bitwa pod Leszniowem – część bitwy pod Brodami i Beresteczkiem. Walki polskiego 12 pułku piechoty kpt. Franciszka Altera z sowiecką 6 Dywizją Kawalerii komdywa Siemiona Timoszenki toczone w okresie ofensywy Frontu Południowo-Zachodniego w czasie wojny polsko-bolszewickiej.

## Geneza
W końcu lipca Naczelne Dowództwo Wojska Polskiego planowało uderzenie na prawe skrzydło nacierających wojsk Michaiła Tuchaczewskiego. Do przeprowadzenia operacji zamierzano użyć także jednostek ściągniętych z Frontu Południowo-Wschodniego generała Edwarda Rydza-Śmigłego.
Warunkiem sukcesu było wcześniejsze pobicie 1 Armii Konnej Siemiona Budionnego. Zadanie to miała wykonać 2 Armia gen. Kazimierza Raszewskiego w składzie 1 Dywizja Piechoty Legionów, 6 Dywizja Piechoty, XI Brygada Piechoty oraz Grupa Operacyjna Jazdy gen. Jana Sawickiego i samodzielna 4 Brygada Jazdy. Plan zakładał uderzenie z północnego zachodu Grupy Operacyjnej Jazdy i 6 Dywizji Piechoty w kierunku na Brody – Radziwiłłów. Współdziałająca z 2 Armią grupa gen. Franciszka Krajowskiego ze składu 6 Armii miała wiązać część sił konarmii Budionnego na południowym zachodzie.
W tym czasie dowódca sowieckiego Frontu Południowo-Zachodniego Aleksander Jegorow nakazał 1 Armii Konnej Budionnego zdobyć Lwów. Jej dywizje wdarły się w słabo obsadzoną lukę między 2 i 6 Armią, sforsowały Styr, a 4. i 11 Dywizja Kawalerii nacierały w kierunku na Kamionkę Strumiłową. Północne skrzydło 1 Armii Konnej osłaniała walcząca pod Łuckiem 24 Dywizja Strzelców, a południowe 45 Dywizja Strzelców. Natarcie 2 Armii miało rozpocząć się 29 lipca, ale do tego dnia oddziały nie zakończyły koncentracji sił. O wyznaczonej porze ruszyły tylko skrzydła 2 Armii.

## Walki pod Leszniowem
31 lipca 6 Dywizja Piechoty gen. Mieczysława Lindego otrzymała rozkaz uderzenia w kierunku na Mytnicę i Leszniów. Jej 12 pułk piechoty mjr. Franciszka Altera otrzymał następujące zadanie:

12 pułk piechoty, przy współdziałaniu III/6 pap, z dotychczasowej pozycji osiągnie marszem ofensywnym, rozpoczętym przez Kolonię Suczków o godzinie 5.00, wzgórza na południe od linii Grzymałówka, przy czym jego II batalion ma postępować na równej linii z pułkiem z rejonu Merwa zachodnim brzegiem Styru i połączyć się z prawym skrzydłem swego pułku, który na osiągniętej linii oczekuje przeprawy kawalerii, mającej uderzyć w kierunku południowo-wschodnim.
O świcie 1 sierpnia 12 pułk piechoty wyruszył do działań z przedmościa „Beresteczko”. Maszerował dwoma kolumnami: I i III batalion szedł przez Piaski i Suczków na Leszniów, a II batalion na Szczurowice. Około 7.00 I batalion napotkał pod Suczkowem nieprzyjaciela i po krótkiej walce zdobył tę miejscowość. Atakując dalej, przełamał sowiecką obronę i zajął dominujące wzgórze obok drogi Szczurowice – Leszniów. Tu z przyczyn taktycznych zatrzymano natarcie i porządkowano szyki. Ponieważ dwie baterie artylerii 6 pułku artylerii polowej nadal nie nadchodziły, około 11.00 kpt. Franciszek Alter zdecydował się kontynuować natarcie bez wsparcia artylerii.
W tym czasie w rejonie Leszniowa znajdowały się oddziały sowieckiej 6 Dywizji Kawalerii komdywa Siemiona Timoszenki. Jedna brygada 6 DK wspierała walczącą na prawym brzegu Styru sąsiednią 14 Dywizję Kawalerii, a główne siły 6 DK miały sforsować Styr na południe od Beresteczka i ruszyć lewym brzegiem rzeki na miasto. 1 sierpnia 6 Dywizja Kawalerii, atakowana przez polską 1 Dywizję Jazdy od czoła i równocześnie pod Szczurowicami i Mytnicą przez polską piechotę obchodzącą jej prawe skrzydło, rozpoczęła odwrót. Do Leszniowa zbliżała się brygada wspierająca wcześniej 14 DK. To właśnie na nią w południe natknął się polski 12 pułk piechoty. Walka trwała około czterech godzin. Sowiecka kawaleria parokrotnie szarżowała, ale około 15.30 została zmuszona do opuszczenia Leszniowa i wycofania się za rzekę Słonówkę.

## Bilans walk
Opanowanie Leszniowa i Szczurowic przez Polaków zmusiło 6 Dywizję Kawalerii do odwrotu na Radziwiłłów i otworzyło polskiej 6 Dywizji Piechoty drogę na Brody.
W boju pod Leszniowem zginął podporucznik Jan Hernich i 4 szeregowych, a około 50 szeregowych odniosło rany.
Na pamiątkę bitwy pod Leszniowem 1 sierpnia był w okresie międzywojennym świętem 12 pułku piechoty.
Przeniesienie prochów do wspólnej mogiły
Z inicjatywy i kpt. rez. Franciszka Rzehaka, por. rez. Edwarda Passendorfera i osadników wojskowych z 12 pułku piechoty, 30 października 1927 w sposób uroczysty przeniesiono prochy poległych pod Bereteczkiem i Leszniowem podporucznika podlekarza Szymona Węgrzyna i 13 szeregowych do wspólnej mogiły na cmentarzu w Beresteczku.